# GAZ-46MAV
Il GAZ-46 MAV era un'imitazione della jeep anfibia Ford GPA, prodotta dalla Gorkovsky Avtomobilny Zavod dal 1953 al 1958.

## Descrizione
Quando era usata per il trasporto di truppe, 3 soldati sedevano sul divanetto posteriore, mentre il guidatore e il comandante avevano posti separati davanti.
Un parabrezza abbattibile provvedeva alla protezione dagli spruzzi d'acqua durante le operazioni anfibie.
Nessuna arma era montata sul veicolo. Nonostante venisse usata quasi esclusivamente come veicolo da ricognizione, poteva portare un carico di 500Kg.
Le GAZ-46 MAV,venivano ricavate ricondizionando i telai dei fuoristrada GAZ-67B e, in seguito, delle GAZ-69.
Un singolo propulsore tripala era montato sotto la parte posteriore del veicolo e garantiva una velocità massima in acqua di 9 Km/h.